# Alexa Sulyán
Alexa Sulyán (17 de abril de 2005) es una deportista de Hungría que compite en atletismo. Ganó una medalla de plata en el Campeonato Europeo de Atletismo Sub-20 de 2023, en la prueba de 200 m.

## Palmarés internacional
| Campeonato Europeo Sub-20 | Campeonato Europeo Sub-20 | Campeonato Europeo Sub-20 | Campeonato Europeo Sub-20 |
| Año                       | Lugar                     | Medalla                   | Prueba                    |
| ------------------------- | ------------------------- | ------------------------- | ------------------------- |
| 2023                      | Jerusalén (Israel)        | Medalla de plata          | 200 m                     |